# Língua paiúte setentrional
Paiúte Setentrional /ˈpaɪuːt/, também chamada Numu e Paviotso, é uma língua Númica Ocidental da família das línguas uto-astecas, a qual, conforme Marianne Mithun tinha cerca de falantes fluentes em 1994. Ethnologue registrou cerca de 1.631 falantes em 1999, dentre 6 mil da etnia Paiúte. É bem próxima à língua mono.

## Falantes
O número de falantes nativos em 1994 variou de 37 a 41. A maioria dos falantes é do Northfork Rancheria e Auberry, Califórnia. O Big Sandy Rancheria e o Dunlap, Califórnia têm de 12 a 14 falantes. O Northfork Mono está desenvolvendo um dicionário, e junto com Big Sandy Rancheria oferecem aulas de idiomas. Embora nem todos sejam completamente fluentes, cerca de 100 membros da Northfork têm "algum domínio da linguagem." No final da década de 1950, Lamb compilou um dicionário e gramática do Northfork Mono. A língua Mono Ocidental possui várias palavras em empréstimo em espanhol que datam do período da colonização espanhola da Califórnia, bem como palavras-chave das línguas yokuts e  das Miwok

## Paiute Owens Valley
Em meados da década de 90, estima-se que 50 pessoas falavam a língua Paiute do Owens Valley. Há aulas de língua informal e cantores mantêm vivas as músicas da língua nativa. O linguista Sydney Lamb estudou esse idioma na década de 1950 e propôs o nome Paviotso para esse idioma, mas isso não foi amplamente adotadoed.

## Fonologia
A fonologia da língua paiúte norte é muito variável, havendo muito alofones.

### Consoantes
|             | Bilabial | Alveolar | Palatal | Velar | Velar | Glotal |
| Plain       | Bilabial | Alveolar | Palatal | Lab.  |       | Glotal |
| ----------- | -------- | -------- | ------- | ----- | ----- | ------ |
| Oclusiva    | p        | t        |         | k     | kʷ    | ʔ      |
| Nasal       | m        | n        |         | ŋ     |       |        |
| Fricativa   |          | s        |         |       |       | h      |
| Africada    |          | ts       | tʃ      |       |       |        |
| Aproximante | w        |          | j       |       |       |        |

### Vogais
|             | Anterior | Central | Posterior |
| ----------- | -------- | ------- | --------- |
| Fechada     | i        | ɨ       | u         |
| Meio Aberta |          |         | ɔ         |
| Aberta      |          | a       |           |

## Escrita
O ancião Ralph Burns da reserva indígena paiúte do lago Pyramid trabalhou com a linguista Catherine Fowler da Universidade de Nevada, Reno para desenvolver uma forma do alfabeto latino para o Paiúte. São 19 letras, não havendo as letras C, F, L, Q, R, V, X, algo que também ocorre em muitas das línguas ameríndias da América do Norte. Eles também desenvolveram um livro para ensino da língua, “Numa Yadooape,” e uma série de CDs e DVD com lições de Paiúte."

## Morfologia
A língua paiúte setentrional é uma língua aglutinante na qual, como ocorre em muitas das línguas ameríndiasda América do Norte, as palavras usam complexos sufixos com diversos objetivos e também há muitos morfemas agrupados.

## Revitalização
Em 2005, o Instituto de Línguas Indígenas do Nordeste da Universidade de Oregon fez uma parceria para ensinar o Paiúte Setentrional em o a língua “Upper Chinook” (Kiksht) nas escolas da “[Warm Springs Indian Reservation”..  Em 2013, em Washoe County, Nevada, criou-se a primeira escola distrital a ensinar a língua, oferecendo cursos opcionais na "Spanish Springs High School". Também houve classes de ensino do Paiúte na "High School" em Sparks (Nevada).

## Amostra de texto
Yabano numme suugganna a nakabodo manaykase. Sooome suuggabodonna yise opeddoonna. Yise tamme opewunuputoohoo. Saa'a oka mamaggwuhoose yise mumme opomadabboo'e.
Português
No outono, colhemos salgueiros, depois que eles perdem suas folhas. E então vamos aos salgueiros coletá-los, em seguida tiramos as cascas deles. Então, fazemos cordas de salgueiro. Mais tarde, depois que terminamos isso, fazemos cestas redondas.